# Leszek Błażyński

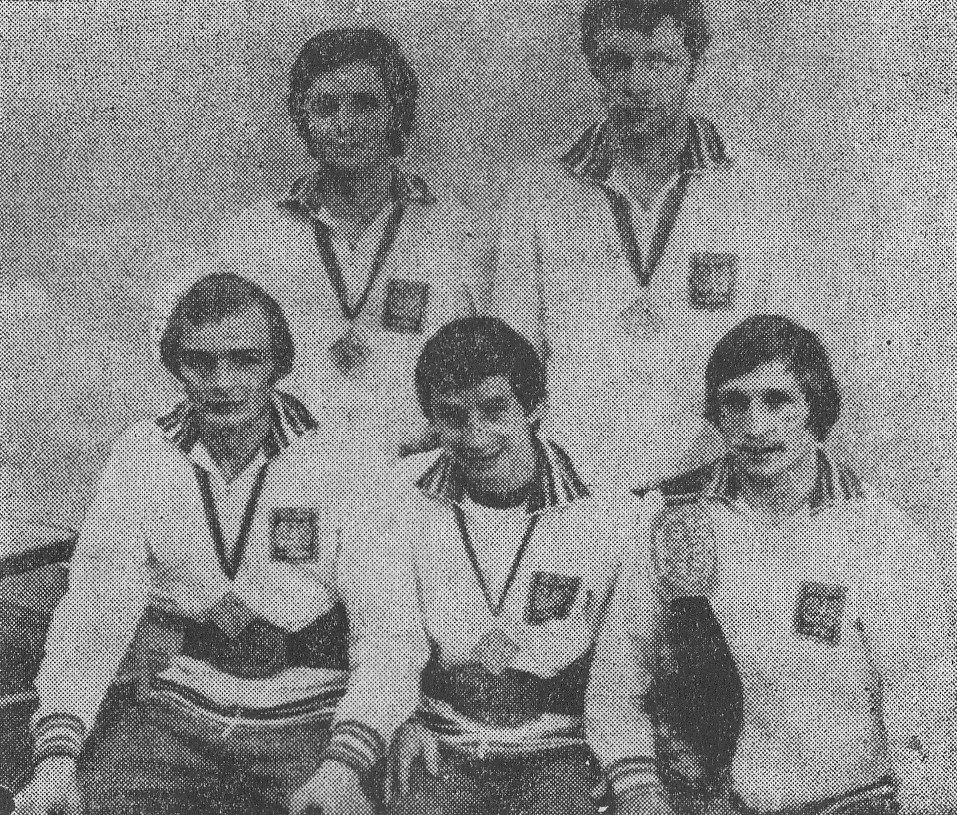
Leszek Błażyński (siedzi w środku) z kolegami ― pozostałymi medalistami Mistrzostwa Europy w Boksie w 1977 roku: Romanem Gotfrydem, Jerzym Rybickim, Bogdanem Gajdą i Henrykiem Średnickim

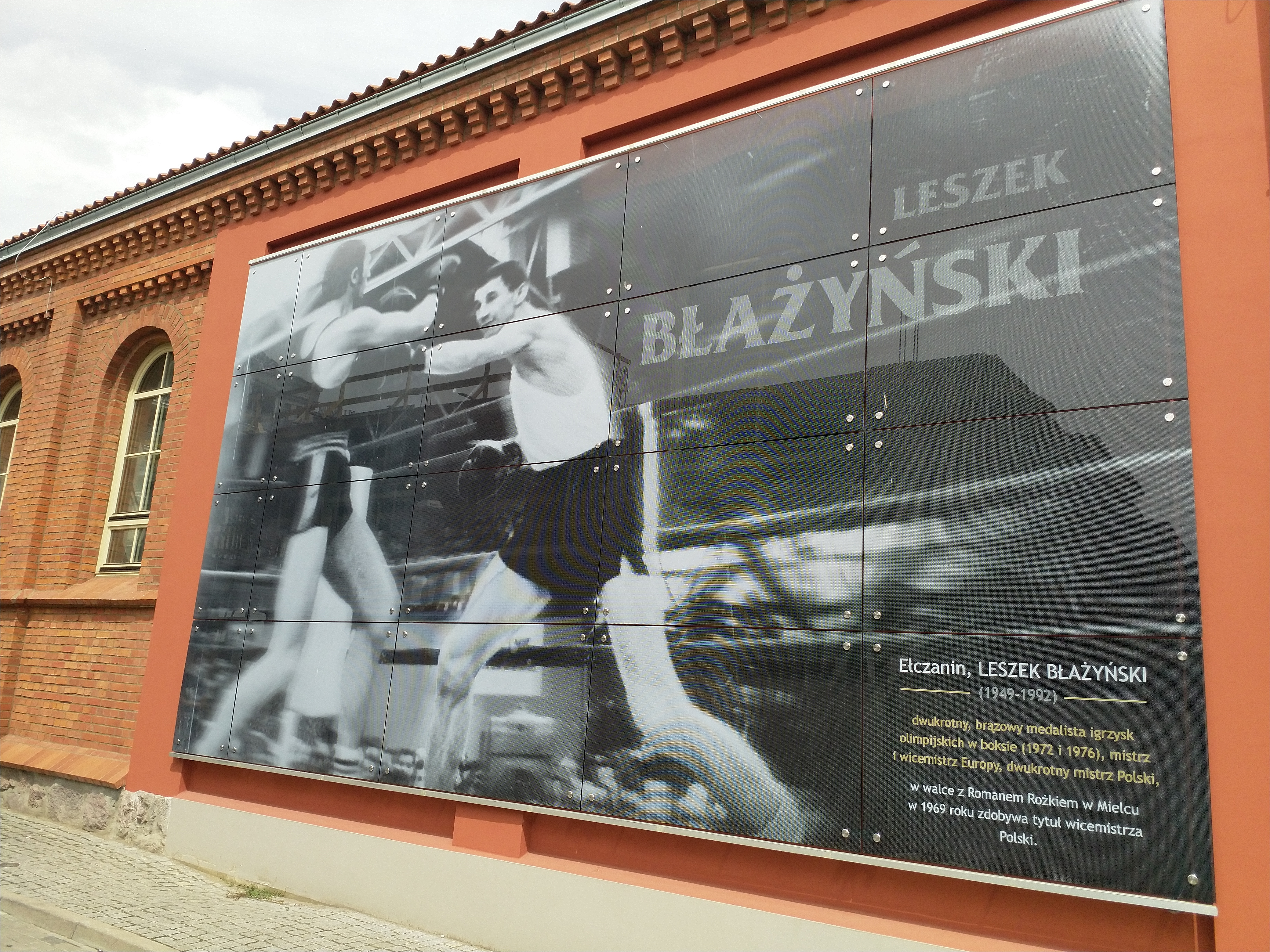
Tablica upamiętniająca Leszka Błażyńskiego na budynku sali sportowej w Ełku

Leszek Błażyński (ur. 5 marca 1949 w Ełku, zm. 6 sierpnia 1992 w Katowicach) – polski bokser wagi muszej, mechanik.

## Życiorys
Dwukrotny brązowy medalista olimpijski z Monachium (1972) i Montrealu (1976). Mistrz Europy – Halle 1977) i wicemistrz (Madryt 1971), uczestnik Mistrzostw Europy Belgrad 1973 i Mistrzostw Świata 1978 (waga kogucia); dwukrotny mistrz Polski (1971, 1973) i trzykrotny wicemistrz 1969 (waga papierowa), 1972 i 1980; i 11-krotny reprezentant kraju w meczach międzypaństwowych.
Zawodnik klubów: Mazur Ełk (1964–1969), BBTS Włókniarz Bielsko-Biała (1969–1974) i Szombierek Bytom (1976–1983)
Łącznie stoczył 317 walk (282 zwycięstwa, 4 remisy, 31 porażek).
Został odznaczony m.in. Złotym, Srebrnym i Brązowym Medalem za Wybitne Osiągnięcia Sportowe, Złotym Krzyżem Zasługi (1972), Krzyżem Kawalerskim Order Odrodzenia Polski (1976).
Po zakończeniu kariery sportowej był trenerem bokserskim, okazjonalnie zajmował się też dziennikarstwem, a nawet występował w kabarecie (razem z Władysławem Komarem) i pojawił się w telewizji jako wokalista jazzowy. Mieszkał w katowickim Kokocińcu.
6 sierpnia 1992 w Katowicach popełnił samobójstwo. Przyczyną była ciężka depresja po niedawnej śmierci żony. Został pochowany 11 sierpnia 1992 na Centralnym Cmentarzu Komunalnym w Katowicach przy ul. Murckowskiej.

## Upamiętnienie
- W 1995 miała miejsce premiera filmu dokumentalnego Przez nokaut o życiu Leszka Błażyńskiego, którego reżyserem był Maciej Pieprzyca[5].
- Od 2006 w Bytomiu cyklicznie odbywa się Memoriał Leszka Błażyńskiego. Początkowo turniej bokserski odbywał się w Szkole Podstawowej nr 38 w Suchej Górze, później w bytomskiej Hali na Skarpie, a od 2014 pięściarze rywalizują w Teatrze Rozbark[6].
- 15 grudnia 2021 uroczyście odsłonięto na zabytkowej sali sportowej (hali bokserskiej, w której trenował Mazur Ełk) w Ełku przy ulicy Armii Krajowej 16 tablicę upamiętniającą Leszka Błażyńskiego[7].